# Děda Mládek Illegal Band
Die Děda Mládek Illegal Band (auf Deutsch etwa die illegale Band von Großvater Mládek) ist eine siebenköpfige Musikgruppe aus Pilsen, Tschechien, welche insbesondere die Lieder des tschechischen Künstlers Ivan Mládek in ihrem Repertoire hat.

## Geschichte
Gegründet wurde die Band 1998. Sänger und Frontmann der Band ist Marcel „Mersí“ Marek. Im August 2011 spielte die Band beim Country Fest Rozmarín und im Juli 2012 auf dem 20. Benátská Noc Festival.

## Diskografie
- 2001: Děda Mládek Illegal Band
- 2002: Děda Mládek Illegal Band 2
- 2003: Kdopa nám to hrál?
- 2008: Bobr